# Повернення Архипенка
«Повернення Архипенка» — пам'ятний знак на честь українського художника і скульптора, одного з основоположників модернізму в мистецтві Олександра Порфировича Архипенка; розташований в Києві на розі вулиць Євгена Чикаленка і Гетьмана Павла Скоропадського на внутрішньому подвір'ї будинку фірми «Київ—Донбас», коштом якої був виконаний. Відкритий 1997 року. Автори — скульптор Анатолій Валієв, архітектор Вадим Жежерін.
Скульптура з полірованої бронзи, що зображає витончену постать жінки, стилізована в дусі скульптур Архипенка. Розміщена на гранітному постаменті з анотаційним написом.